# 田島俊雄
田島 俊雄（たじま としお、本名：田島 敏雄（読み同じ）、1965年10月1日 - ）は、日本の滋賀県長浜市出身の元プロ野球選手（投手）。

## 来歴・人物
滋賀県立長浜北高等学校では3年春に第55回選抜高等学校野球大会に出場、夏は県大会決勝で順風秀一のいた比叡山高に敗れた。社会人野球の日本生命では都市対抗野球で初戦に先発したが2回途中で降板、以降は登板がなかったが優勝を経験。1986年の日本選手権では初戦で河合楽器の水沢薫と投げ合うが5回途中で降板し、敗戦。
1986年のプロ野球ドラフト会議で南海ホークスより1位指名を受け入団。入団1年目の1987年から先発ローテーションの一角を担うも、以降は右肩の故障のため一軍登板は無かった。1年目の4月には練習中にコーチに食って掛かり二軍落ちも経験した。また、球団名が福岡ダイエーホークスとなった1989年からは登録外になっていた。1990年に登録名を田島 俊男へ変更、2年目以降は二軍でも登板がなかった。
1991年から1992年まではロッテ・オリオンズ（2年目は千葉ロッテマリーンズ）に在籍。登録名を田島 敏雄に変更。
1993年から1994年まではアメリカ合衆国（米国）に渡り、MLBロサンゼルス・ドジャース傘下のマイナーリーグ（1Aクラス）加盟チーム、サンバーナディーノでプレー。
1995年、日本ハムファイターズへテスト入団し日本球界復帰。同年の登録名はアメリカ時代の愛称だったトニー田島、1996年の登録名はトニー。
1997年は台湾へ渡り、中華職棒（CPBL）の兄弟エレファンツに入団。登録名は東鈮。1999年のシーズン途中に、不振のため退団した。
1999年シーズン途中に再びアメリカへ渡り、独立リーグのニューアーク・ベアーズでプレーし、同年限りで現役引退。

## 詳細情報

### 年度別投手成績
| 年 度     | 球 団     | 登 板 | 先 発 | 完 投 | 完 封 | 無 四 球 | 勝 利 | 敗 戦 | セ 丨 ブ | ホ 丨 ル ド | 勝 率 | 打 者 | 投 球 回 | 被 安 打 | 被 本 塁 打 | 与 四 球 | 敬 遠 | 与 死 球 | 奪 三 振 | 暴 投 | ボ 丨 ク | 失 点 | 自 責 点 | 防 御 率 | W H I P |
| --------- | --------- | ----- | ----- | ----- | ----- | -------- | ----- | ----- | -------- | ----------- | ----- | ----- | -------- | -------- | ----------- | -------- | ----- | -------- | -------- | ----- | -------- | ----- | -------- | -------- | ------- |
| 1987      | 南海      | 30    | 8     | 2     | 0     | 0        | 3     | 7     | 0        | --          | .300  | 375   | 85.2     | 83       | 14          | 38       | 3     | 1        | 77       | 2     | 0        | 47    | 38       | 3.99     | 1.41    |
| 1997      | 兄弟      | 20    | 6     | 0     | 0     | 0        | 1     | 6     | 1        | --          | .143  | 297   | 67.0     | 73       | 10          | 29       | 2     | 7        | 49       | 3     | 0        | 50    | 42       | 5.64     | 1.52    |
| 1998      | 兄弟      | 29    | 20    | 2     | 0     | 0        | 8     | 12    | 0        | --          | .400  | 559   | 126.0    | 119      | 10          | 46       | 7     | 11       | 91       | 3     | 0        | 78    | 67       | 4.79     | 1.31    |
| 1999      | 兄弟      | 7     | 4     | 0     | 0     | 0        | 0     | 2     | 0        | --          | .000  | 61    | 11.2     | 22       | 3           | 5        | 0     | 0        | 8        | 0     | 0        | 20    | 17       | 13.11    | 2.31    |
| NPB：1年  | NPB：1年  | 30    | 8     | 2     | 0     | 0        | 3     | 7     | 0        | --          | .300  | 375   | 85.2     | 83       | 14          | 38       | 3     | 1        | 77       | 2     | 0        | 47    | 38       | 3.99     | 1.41    |
| CPBL：3年 | CPBL：3年 | 56    | 30    | 2     | 0     | 0        | 9     | 20    | 1        | --          | .310  | 917   | 204.2    | 234      | 23          | 80       | 9     | 18       | 148      | 6     | 0        | 148   | 126      | 5.54     | 1.53    |

### 記録
NPB
- 初登板：1987年4月11日、対阪急ブレーブス戦（西宮球場）、8回から5番手で救援登板、1回無失点[注 6]
- 初完投・初勝利：1987年5月30日、対日本ハムファイターズ戦（大阪スタヂアム）被安打6奪三振4四死球1

### 背番号
- 26 （1987年 - 1989年）[10][7]
- 67 （1990年）[8][7]
- 58 （1991年）[9][11]
- 42 （1992年）[9][11]
- 69 （1995年 - 1996年）[12]
- 18 （1997年）
- 24 （1998年 - 1999年）

### 登録名
- 田島 俊雄 （たじま としお、1987年 - 1989年）[10][4][注 7]
- 田島 俊男 （たじま としお、1990年）[8][4][7][注 8]
- 田島 敏雄 （たじま としお、1991年 - 1992年）[9][4][11][注 9]
- トニー田島 （とにーたじま、1995年）[4][注 10][注 11]
- トニー （とにー、1996年）[3][4][12][注 12]
- 東鈮 （1997年 - 1999年）